# Anne Bolik
Anne Bolik (* 27. August 1983 in Aachen) ist eine deutsche Schauspielerin.
Anne Bolik absolvierte eine Schauspielausbildung im Zentrum für Bewegung, Schauspiel und Tanz in Köln. Weiterhin nahm sie Schauspielunterricht bei Anton Schiefer und eine Jazz-Gesangsausbildung bei Ulla Marks. Zusätzlich nahm sie eine klassische Tanzausbildung bei der Tanzwerkstatt Carla Brettschneider.

## Filmografie

### Kino
- 2004: Babyturate (Kurzfilm), Regie: Steffen Alberding
- 2005: Lieben, Regie: Rouven Blankenfeld
- 2007: Hardcover, Regie: Christian Zübert
- 2008: Unsichtbar (Kurzfilm), Regie: Deniz Ufuk Ates
- 2010: Casanova (Kurzfilm), Regie: Sören Helbing

### Fernsehen
- 2008: Bloch: Bauchgefühl – Regie: Franziska Meletzky
- 2008: SOKO Köln (Fernsehserie, Folge: Tod eines Au-pair Mädchens) – Regie: Axel Barth
- 2008: 112 – Sie retten dein Leben – Regie: Philipp Osthus
- 2011: Ein Fall für zwei (Fernsehserie, Folge: Incognito) – Regie: Peter Stauch
- 2011: Der Klügere zieht aus – Regie: Christoph Schnee
- 2011: SOKO 5113 (Fernsehserie, Folge: Dabei sein ist alles) – Regie: Peter Stauch
- 2013: Neue Adresse Paradies
- 2013: Der letzte Bulle (Fernsehserie, Folge: Zur Kasse, Schätzchen)
- 2013: Letzte Spur Berlin (Fernsehserie, Folge: Schutzlos)
- 2014: Einmal Frühling und zurück – Regie: Peter Stauch
- 2014: Koslowski & Haferkamp (Fernsehserie, Folge: Der perfekte Plan)
- 2014: Mord in bester Gesellschaft (Fernsehserie, Folge: Die Täuschung)
- 2015: Utta Danella (Fernsehserie, Folge: Liebe kommt nach dem Fall)
- 2016: Inga Lindström (Fernsehserie, Folge: Alle lieben Elin)
- 2016: Hubert und Staller – Unter Wölfen (Fernsehfilm)
- 2016: Der Lehrer (Fernsehserie, Folge: Schwing die Hufen Blondie!)
- 2016: Die Rosenheim-Cops (Fernsehserie, Folge: Kein wasserdichtes Alibi)
- 2017: SOKO München (Fernsehserie, Folge: Perle im Staub)
- 2018–2019: Die Inselärztin (Fernsehserie, Folgen: Neustart auf Mauritius, Notfall im Paradies, Das Geheimnis, Die Entscheidung)

## Theaterengagements
- 2006–2007: Nach dem Regen | Belbel ACUDtheater Berlin/Arkadas Theater Köln, Regie: Arved Birnbaum
- 2006:	Der Sturm | Orangerie Köln, Regie: Ian Halcrow
- 2005:	Draußen vor der Tür | Spielbrett Köln, Regie: Inga Hartl
- 2002:	Der Wettbewerb der Feen | Musicalhall Alsdorf, Regie: Carla Brettschneider
- 2001:	All I need to know, I learned in Kindergarten | Drama Group USA (Nebraska), Regie: Tom Betunjack
- 2000:	Neues vom Tage | Stadttheater Aachen, Regie: Claus Schmitz
- 1999:	Der Zauberer von Oz | Stadttheater Aachen, Regie: Carla Brettschneider